# ان لولیه
ان لولیه (فرانسوی: Anne L'Huillier‎؛ زادهٔ ۱۶ اوت ۱۹۵۸) دانشمند در زمینه فیزیک اهل فرانسه و پرفسور فیزیک اتمی در دانشگاه لوند سوئد است که به خاطر کارش در زمینه فیزیک آتوثانیه در سال ۲۰۲۳ برنده جایزه نوبل فیزیک شد.
در فیزیک آتوثانیه، حرکت الکترون‌ها با دقت بسیار بالا اندازه‌گیری می‌شود که به درک واکنش‌های شیمیایی در سطوح اتمی کمک زیادی می‌کند. کار وی به بنیادگذاری زمینه آتوشیمی انجامیده‌است. در سال ۲۰۰۳ تیم وی کوتاه‌ترین پالس لیزر که فقط ۱۷۰ اتوثانیه طول کشید را ساختند.
وی همچنین برندهٔ جوایزی همچون عضو انجمن فیزیک آمریکا، لژیون دونور (افسر)، لژیون دونور (فرمانده)، لژیون دونور (شوالیه)، و جایزه ولف در فیزیک شده‌است.